# Coistão (distrito de Fariabe)
Coistão (em persa: شهرستان کوهستان; romaniz.: Šahrestâne Kuhistân) é o distrito mais meridional da província de Fariabe, no Afeganistão. Em 2010, abrigava 53 100 pessoas. Em 4 de maio de 2014, enchentes repentinas decorrentes de fortes chuvas resultaram na destruição de instalações públicas, estradas e terras agrícolas. Na área de Xamã Dara, 120 famílias foram supostamente afetadas (10 casas completamente destruídas e 50 casas severamente danificadas), quatro pessoas morreram (duas crianças, duas mulheres), 200 animais mortos, 4 000 jeribes de terras agrícolas e 200 jardins danificados.